# أندرو فين
أندرو فين (بالإنجليزية: Andrew Fenn) (و. 1990  م) هو راكب دراجة هوائية، من المملكة المتحدة، ولد في هارتفوردشير، شارك في طواف إسبانيا، وطواف إسبانيا 2013، ودورة ألعاب الكومنولث 2010.

## سباقات أو مراحل فاز بها
| التاريخ        | السباق                                                          | المركز                  |
| -------------- | --------------------------------------------------------------- | ----------------------- |
| 13 أبريل 2008  | Paris-Roubaix Juniors 2008                                      | الفائز في التصنيف العام |
| 01 يناير 2011  | سباق الطريق لأقل من 23 سنة في بطولة العالم 2011                 | المركز الثالث           |
| 05 فبراير 2012 | تروفيو بالما 2012                                               | الفائز في التصنيف العام |
| 06 فبراير 2012 | 2012 Trofeo Migjorn                                             | الفائز في التصنيف العام |
| 28 مايو 2013   | 2013 Gullegem Koerse                                            | الفائز في التصنيف العام |
| 28 يناير 2016  | تروفيو سيس سالينس 2016                                          | السابع في التصنيف العام |
| 26 يونيو 2016  | سباق الطريق للرجال في بطولة المملكة المتحدة لسباق الدراجات 2016 | المركز الثالث           |
| 14 مارس 2018   | سباق نوكير كويرز 2018                                           | الخامس في التصنيف العام |

## روابط خارجية
- أندرو فين على موقع الاتحاد الدولي للدراجات (الإنجليزية)
- أندرو فين على موقع أرشيف الدراجات (الإنجليزية)
- أندرو فين على موقع إحصائيات الدراجات الإحترافية (الإنجليزية)
- أندرو فين على موقع نسبة الدراجات (الإنجليزية)
- أندرو فين على موقع CycleBase (الإنجليزية)
- أندرو فين على موقع اتحاد ألعاب الكومنولث (مؤرشف) (الإنجليزية)